# 天台庵
天台庵（てんだいあん）は、中華人民共和国山西省長治市平順県北耽車郷王曲村にあり、中国では非常に希少な唐代の木造建築のひとつ。現存するのは、正殿と唐代の石碑一つ。具体な建造年代は不詳であり、晩唐建築との根拠はその築造形式に由来している。木材の結合方法から唐代の建築と見なされている。正殿は平面が正方形で、幅三間（7.05m）、奥行き三間（7.03m）・四本の垂木があり、単檐歇山頂（単層の入母屋造）である。1988年の第三回全国重点文物保護単位に指定された。